# Феррейра ду Амарал, Жуан Мария (полицейский)
Жуан Мария Феррейра ду Амарал (порт. João Maria Ferreira do Amaral; 14 февраля 1876, Лиссабон — 11 марта 1931, Лиссабон) — португальский военачальник и полицейский, участник Первой мировой войны, начальник гражданской полиции Лиссабона в 1923—1931 годах. Был известен жёсткими репрессиями против леворадикального подполья.

## Происхождение и служба
Отцом Жуана Марии Феррейра ду Амарала был адмирал португальского флота, губернатор нескольких колоний Франсишку Жуакин Феррейра ду Амарал, в 1908 году — премьер-министр Португалии. Дед — Жуан Мария Феррейра ду Амарал — в 1846—1849 был губернатором Макао. Из-за полного совпадения имён внук иногда именуется Жуан Мария Феррейра ду Амарал II.
В 1895 году Феррейра ду Амрал поступил на военную службу в сухопутные войска. В 1915 году участвовал в экспедиции в Анголу под командованием генерала Антониу Жулиу да Кошта Перейра ди Эса. Задача состояла в том, чтобы предотвратить немецкое вторжение из Юго-Западной Африки и пресекать прогерманские восстания.

## В Первой мировой войне
После вступления Португалии в Первую мировую войну Феррейра ду Амарал в составе Португальского экспедиционного корпуса участвовал в боях во Фландрии, в том числе в Битве на Лисе. Командовал 15-м пехотным батальоном. Получил звание подполковника.
Под командованием Феррейра ду Амарала служил португальский герой Первой мировой войны Анибал Мильяиш. 15 июля 1918 года Феррейра ду Амарал объявил Мильяишу официальную похвалу, в которой охарактеризовал его как Soldado Milhões — «солдата, стоящего миллиона других». Это выражение сделалось почётным прозвищем Мильяиша.
Впоследствии Феррейра ду Амарал негативно оценивал участие Португалии в войне на Западном фронте. Он считал это авантюрой республиканского правительства и недопустимым ослаблением «африканского фланга» Португалии. Эти взгляды он изложил в книгах A mentira da Flandres e… o mêdo! (1922) и A Batalha do Lys. A Batalha d’Armentières ou o 9 de Abril (1923).

## Во главе столичной полиции
В 1919 году подполковник Феррейра ду Амарал участвовал в создании ветеранской организации Лига бойцов Великой войны. С 1922 года — полковник. Придерживался правоконсервативных антикоммунистических взглядов.
В 1923 году полковник Феррейра ду Амарал возглавил гражданскую полицию Лиссабона. В период общественно-политической нестабильности и террористической активности леворадикальных группировок Феррейра ду Амарал запомнился как первый начальник полиции, продемонстрировавший сильную политическую волю, профессионализм руководства и своеобразную харизму. С его именем связывается энергичное наведение порядка в португальской столице.
Феррейра ду Амарал жёстко преследовал анархистские и коммунистические организации, прежде всего Красный легион. В апреле 1925 он был тяжело ранен при покушении. Даже из больницы Феррейра ду Амарал контролировал ход расследования, арестов и депортаций (среди сосланных был Мануэл Каррашсалан).

## Кончина и память
До конца жизни Феррейра ду Амарал оставался начальником полиции Лиссабона. Скончался в возрасте 55 лет.
Полицейская практика Феррейры ду Амарала во многом предвосхитила салазаровскую ПИДЕ. В период Нового государства образ Феррейры ду Амарала как армейского офицера, полицейского профессионала, убеждённого националиста и антикоммуниста был окружён почётом. Его именем в 1960 году названа одна из лиссабонских улиц.